# Hal Baylor
Pour les articles homonymes, voir Baylor.
Hal David Britton (puis Hal Harvey Fieberling à la suite de l'adoption par son beau-père), né le 10 décembre 1918 à San Antonio (Texas) et mort le 15 janvier 1998 à Los Angeles (quartier de Van Nuys, Californie), est un boxeur puis acteur américain, connu sous le nom de scène d’Hal Baylor.

## Biographie
De 1940 à 1947, sous son nom adoptif d'Hal Fieberling, il est boxeur amateur puis professionnel, en catégorie poids lourds (voir détails sous la rubrique « liens externes » ci-après). Ayant arrêté cette première carrière, il s'oriente vers le cinéma et contribue dès 1948 à cinquante-sept films américains (les premiers comme Hal Fieberling) ; le deuxième est le film de boxe Nous avons gagné ce soir de Robert Wise (1949), où il combat Robert Ryan.
Ultérieurement, il collabore notamment à plusieurs films de guerre, dont Iwo Jima (1949, avec John Wayne et John Agar) et Tonnerre sur le Pacifique (le premier où il est crédité Hal Baylor, 1951, avec Wendell Corey et Vera Ralston), tous deux réalisés par Allan Dwan, Brisants humains de Joseph Pevney (1956, avec Jeff Chandler et George Nader) et Le Bal des maudits d'Edward Dmytryk (1958, avec Marlon Brando et Montgomery Clift). 
Mentionnons aussi Le soleil brille pour tout le monde de John Ford (1953, avec Charles Winninger et Arleen Whelan), le western Collines brûlantes de Stuart Heisler (1956, avec Tab Hunter et Natalie Wood), Attaque au Cheyenne Club de Gene Kelly (1970, avec James Stewart et Henry Fonda), ou encore La Cité des dangers (son avant-dernier film, 1975, avec Burt Reynolds et Catherine Deneuve), réalisé par Robert Aldrich — sous la direction duquel il tourne trois autres films, dont L'Empereur du Nord (1973, avec Lee Marvin et Ernest Borgnine) —.
Très actif à la télévision américaine, outre deux téléfilms (1966-1976), il apparaît dans cent-vingt-neuf séries, depuis la série-western — de nombreuses autres suivront — The Lone Ranger (cinq épisodes, 1950-1954) jusqu'à Chips (son ultime rôle à l'écran, un épisode, 1978).
Entretemps, citons Les Aventuriers du Far West (treize épisodes, 1958-1970), Rawhide (huit épisodes, 1959-1965), Bonanza (dix épisodes, 1960-1971), Star Trek (épisodes Contretemps, 1967, puis Hélène de Troie, 1968), ainsi que La Planète des singes (un épisode, 1974).
Hal Baylor meurt à 79 ans, début 1998.

## Filmographie partielle

### Cinéma

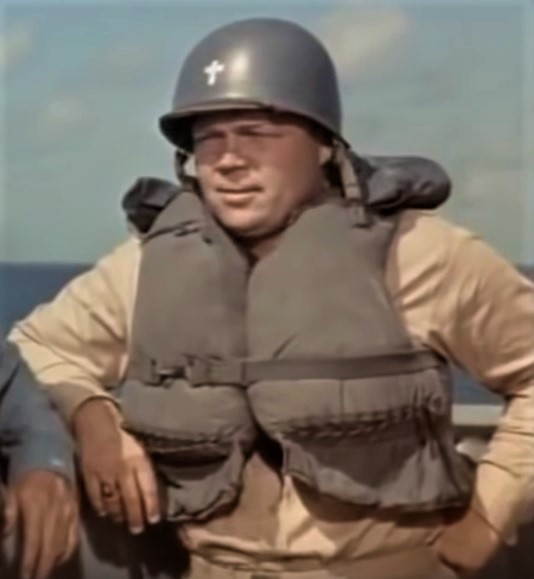
Dans Brisants humains (1956)

- 1949 : Nous avons gagné ce soir (The Set-Up) de Robert Wise : « Tiger » Nelson
- 1949 : Le passé se venge (The Crooked Way) de Robert Florey : Coke
- 1949 : Nous... les hommes (Yes Sir, That's My Baby) de George Sherman : Pudge Flugeldorfer
- 1949 : Iwo Jima (Sands of Iwo Jima) d'Allan Dwan : Soldat « Sky » Choynski
- 1950 : Les Âmes nues (Dial 1119) de Gerald Mayer : Lieutenant « Whitey » Tallman
- 1950 : On va se faire sonner les cloches (For Heaven's Sake) de George Seaton : le futur père
- 1951 : The Guy Who Came Back de Joseph M. Newman : un marine
- 1951 : Le Chevalier du stade (Jim Thorpe – All-American) de Michael Curtiz : un joueur
- 1951 : Tonnerre sur le Pacifique (The Wild Blue Yonder) d'Allan Dwan : Sergent Eric Nelson
- 1952 : Big Jim McLain d'Edward Ludwig : Poke
- 1952 : Une minute avant l'heure H (One Minute to Zero) de Tay Garnett : Soldat Jones
- 1953 : Le soleil brille pour tout le monde (The Sun Shines Bright) de John Ford : Rufe Ramseur Jr.
- 1953 : La Femme qui faillit être lynchée (The Woman They Almost Lynched) d'Allan Dwan : Zed
- 1953 : Aventure dans le Grand Nord (Island in the Sky) de William A. Wellman : Stankowski
- 1953 : Héros sans gloire (Flight Nurse) d'Allan Dwan : Sergent Jimmy Case
- 1954 : Prince Vaillant (Prince Valiant) d'Henry Hathaway : un gardien de prison
- 1954 : Toi mon amour (This Is My Love) de Stuart Heisler : Eddie Collins
- 1954 : Rivière sans retour (River of No Return) d'Otto Preminger : un voyou
- 1954 : Le Maître du monde (Tobor the Great) de Lee Sholem : Max
- 1954 : Mardi, ça saignera (Black Tuesday) d'Hugo Fregonese : Lou Mehrtens
- 1956 : Brisants humains (Away All Boats) de Joseph Pevney : Aumônier Hughes
- 1956 : Collines brûlantes (The Burning Hills) de Stuart Heisler : Braun
- 1957 : Embrasse-la pour moi (Kiss Them for Me) de Stanley Donen : un marine au night club
- 1958 : Le Bal des maudits (The Young Lions) d'Edward Dmytryk : Soldat Burnecker
- 1959 : Opération Jupons (Operation Petticoat) de Blake Edwards : un sergent de la police militaire
- 1970 : Attaque au Cheyenne Club (The Cheyenne Social Club) de Gene Kelly : le barman du Lady of Egypt
- 1970 : WUSA de Stuart Rosenberg : Shorty
- 1971 : Pas d'orchidées pour miss Blandish (The Grissom Gang) de Robert Aldrich : Chef McLaine
- 1971 : Un singulier directeur (The Barefoot Executive) de Robert Butler : un policier
- 1972 : Fureur apache (Ulzana's Raid) de Robert Aldrich : Curtis
- 1973 : Un petit Indien (One Little Indian) de Bernard McEveety : Branigan
- 1973 : L'Empereur du Nord (Emperor of the North) de Robert Aldrich : l'assistant de Yardman
- 1974 : Le Nouvel Amour de Coccinelle (Herbie Rides Again) de Robert Stevenson : le conducteur du camion de démolition
- 1974 : Mes amis les ours (The Bears and I) de Bernard McEveety : le contremaître
- 1975 : Apocalypse 2024 (A Boy and His Dog) de L. Q. Jones : Michael
- 1975 : La Cité des dangers (Hustle) de Robert Aldrich : le capitaine de la police

### Télévision
(séries)
- 1950-1954 : The Lone Ranger

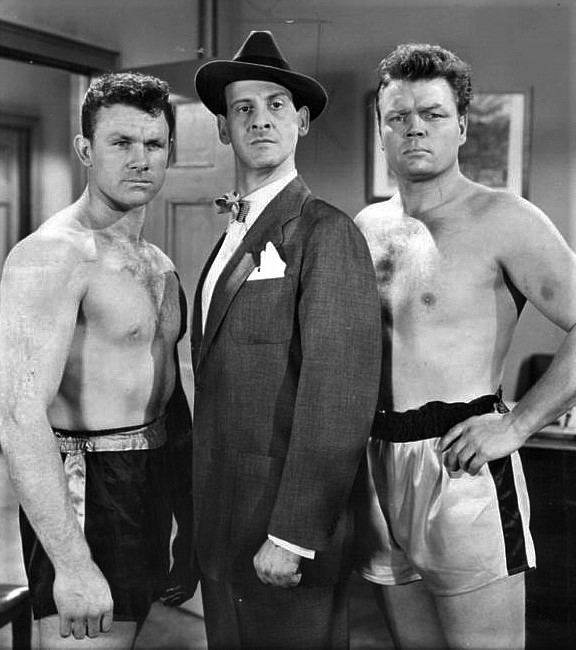
Chuck Hicks, Hans Conried et Hal Baylor (de g. à d.) dans Schlitz Playhouse of Stars, épisode The Brute Next Door (1955, photo promotionnelle).

  - Saison 2, épisode 2 Les Cloches de la mission (Mission Bells, 1950 : Gus), épisode 13 Le Mauvais Médicament (Bad Medicine, 1950 : Glenn Bolton) et épisode 18 La Voix silencieuse (Silent Voice, 1951 : Bert Devlin)
  - Saison 4, épisode 6 Le Sanctuaire (Six-Gun Sanctuary, 1954 : Notch Brice) de Wilhelm Thiele et épisode 12 Pied Tendre (Tenderfoot, 1954 : Judd Collins) de Wilhelm Thiele
- 1955 : Schlitz Playhouse of Stars, saison 4, épisode 34 The Brute Next Door de Robert Florey : « Bobo » Shaughnessy
- 1956 : Le Choix de... (Screen Directors Playhouse), saison unique, épisode 29 La Grande Équipe (Partners : un fonctionnaire de l'enregistrement) de Tay Garnett et épisode 35 Hommes sans horizons (High Air : l'homme infléchi) d'Allan Dwan
- 1956-1960 : Cheyenne
  - Saison 2, épisode 7 Lone Gun (1956 : Rowdy Shane) de Richard L. Bare et épisode 18 The Spanish Grant (1957 : Jed Rayner) de Thomas Carr
  - Saison 3, épisode 12 The Empty Gun (1958) d'Alan Crosland Jr. : Joe Barnum
  - Saison 4, épisode 2 Reprieve (1959 : Duke) de Paul Henreid et épisode 12 Outcast of Cripple Creek (1960 : Turk Moylan) d'Arthur Lubin
- 1956-1974 : Gunsmoke ou Police des plaines (Gunsmoke ou Marshal Dillon)
  - Saison 1, épisode 26 Hack Prine (1956) de Charles Marquis Warren : Lee Timble
  - Saison 2, épisode 34 Who Lives by the Sword (1957) d'Andrew V. McLaglen : Mike
  - Saison 9, épisode 25 Now That April's Here (1964) d'Andrew V. McLaglen : Grody
  - Saison 13, épisode 13 Rope Fever (1967) : Luke Summers
  - Saison 18, épisode 13 Hostage! (1972) de Gunnar Hellström : Toke
  - Saison 19, épisode 4 The Boy and the Sinner (1973) de Bernard McEveety : Boomer
  - Saison 20, épisode 5 Thirty a Month and Found (1974) de Bernard McEveety : le cheminot
- 1958 : Monsieur et Madame détective (The Thin Man), saison 1, épisode 34 The Art of Murder de William Asher : le patrouilleur Lonergan
- 1958-1963 : La Grande Caravane (Wagon Train)
  - Saison 1, épisode 19 The Honorable Don Charlie Story (1958) de David Butler : Sergent Muldy
  - Saison 6, épisode 34 Alias Bill Hawks de Jerry Hopper : Lester Cole
- 1958-1970 : Les Aventuriers du Far West (Death Valley Days)
  - Saison 7, épisode 10 The Gambler and the Lady (1958 : Buck Jarrico) de Stuart E. McGowan et épisode 30 RX: Slow Death (1959 : Jed) de Stuart E. McGowan
  - Saison 9, épisode 3 Queen of the High-Graders (1960) de Jesse Hibbs : Gus Mahoney
  - Saison 10, épisode 15 Miracle at Whiskey Gulch (1962) de Lawrence Dobkin : Ben Poole
  - Saison 13, épisode 26 Birthright (1965) de Lee Sholem : Joe Sweigert
  - Saison 15, épisode 3 The Resurrection of Deadwood Dick (1966 : Hughie Snow) de Tay Garnett et épisode 22 The Day They Stole the Salamander (1967 : Shérif Ryan) d'Hal Cooper
  - Saison 16, épisode 4 The Lone Grave (1967 : Lance) d'Harmon Jones et épisode 23 The Other Side of the Mountain (1968 : Trenner) de Jack Hively
  - Saison 17, épisode 5 The Other Check (1968 : Web Hardy) d'Harry Landers et épisode 6 A Mule… Like the Army's Mule (1968 : Wes Adams) de Jack Hively
  - Saison 18, épisode 10 The King of the Uvalde Road (1970 : Capitaine Randolph) et épisode 18 Talk to Me, Charley (1970 : Stokes LaFever) de Jack Hively
- 1959 : Maverick, saison 3, épisode 3 The Sheriff of Duck 'n' Shoot de George Waggner : Bimbo
- 1959 : Denis la petite peste (Dennis the Menace), saison 1, épisode 2 Dennis and the Singpost de William D. Russell : le chauffeur
- 1959 : Aventures dans les îles (Adventures in Paradise), saison 1, épisode 2 La Perle noire (The Black Pearl) de Robert Aldrich : Thompson
- 1959-1963 : Laramie
  - Saison 1, épisode 13 Bare Knuckles (1959 : le cow-boy Hill) d'Earl Bellamy et épisode 29 Midnight Rebellion (1960 : Kincaid) de George Blair
  - Saison 2, épisode 20 Riders of the Night (1961 : Beamer) de Lesley Selander et épisode 28 The Tumbleweed Wagon (1961 : le trappeur Ben) de Lesley Selander
  - Saison 3, épisode 17 The Runaway (1962) de Lesley Selander : Samson
  - Saison 4, épisode 19 The Fugitives (1963) de Joseph Kane : Hub Ballard
- 1959-1965 : Rawhide
  - Saison 2, épisode 1 Le Jour des morts (Incident of the Day of the Dead, 1959 : le forgeron) de Stuart Heisler et épisode 25 Le Troupeau invisible (Incident of the Arana Sacar, 1960 : Miles) de Joseph Kane
  - Saison 4, épisode 7 Le Mouton noir (Incident of the Black Sheep, 1961) : un joueur de billard
  - Saison 5, épisode 1 Le Chasseur de primes (Incident of the Hunter, 1962) de Thomas Carr et épisode 11 Querencias (Incident of the Querencias, 1962) de Thomas Carr : Jenkins
  - Saison 6, épisode 26 Le Taureau (Incident of El Toro, 1964) de Thomas Carr : Jenkins
  - Saison 7, épisode 22 Feu de prairie (Incident of the Prairie Fire, 1965) de Jesse Hibbs : Barney
  - Saison 8, épisode 6 Un otage pour la corde (Incident of the Hostage for Hanging, 1965) d'Herman Hoffman : Will Gufler
- 1960 : Sugarfoot, saison 3, épisode 12 Fernando d'H. Bruce Humberstone : Butcher Dundee
- 1960 : Bonne chance M. Lucky (Mr. Lucky), saison unique, épisode 20 Les Gladiateurs (The Gladiators) d'Alan Crosland Jr. : Benny Brenoff
- 1960 : Bat Masterson, saison 3, épisode 1 Cebt of Honor de Norman Foster : Eli Fisher
- 1960 : Lassie, saison 7, épisode 9 The Swallows of Los Pinos d'Oliver Drake : Joe White
- 1960-1964 : 77 Sunset Strip
  - Saison 2, épisode 18 Ten Cents a Death (1960) de George Waggner : le videur du Herky
  - Saison 3, épisode 33 The Celluloid Cowboy (1961 de Jeffrey Hayden : Johnny Lace
  - Saison 4, épisode 18 Penthouse on Skid Row (1962 : Vic Felton) de George Waggner et épisode 38 Pattern for a Bomb (1962 : Hank Schmidt) de Sidney Salkow
  - Saison 6, épisode 18 The Target (1964) de Lawrence Dobkin : Britt
- 1960-1971 : Bonanza
  - Saison 1, épisode 24 L'Étranger (The Stranger, 1960) de Christian Nyby : Tom Cole
  - Saison 2, épisode 9 La Chasse aux loups (Breed of Violence, 1960) de John Florea : Clegg
  - Saison 3, épisode 18 La Chevauchée de l'honneur (The Ride, 1962) de Don McDougall : Arch Stewart
  - Saison 4, épisode 30 The Saga of Whizzer McGee (1963) de Don McDougall : Big Red
  - Saison 6, épisode 11 Un homme admirable (A Man to Admire, 1964) de John Florea : Ev Durfee
  - Saison 7, épisode 26 Château en Espagne (Shining in Spain, 1966) : Drummer
  - Saison 8, épisode 9 Ce vieux Charlie (Old Charlie, 1966) de William F. Claxton : Jack Barker
  - Saison 9, épisode 11 Six chevaux noirs (Six Black Horses, 1967 : Tierney) et épisode 31 Le Bastion (The Stronghold, 1968 : Kelly)
  - Saison 12, épisode 28 Un nommé Callahan (An Earthquake Called Callahan, 1971) d'Herschel Daugherty : Shad Willis
- 1961 : Texas John Slaughter, saison 3, épisode 2 A Holster Full of Law de James Neilson : un cow-boy texan
- 1961 : L'Homme à la carabine (The Rifleman), saison 3, épisode 27 Short Rope for a Tall Man de Paul Landres : Charlie Crown
- 1961-1965 : Adèle (Hazel)
  - Saison 1, épisode 3 Hazel Plays Nurse (1961) de William D. Russell : Gordy
  - Saison 2, épisode 25 Hazel's Navy Blue Tug-Boats (1963) de William D. Russell : le policier à moto
  - Saison 4, épisode 16 Champagne Tony (1965) de William D. Russell : le policier
- 1963-1965 : Perry Mason
  - Saison 7, épisode 10 The Case of the Devious Delinquant (1963) d'Irving J. Moore : le propriétaire
  - Saison 8, épisode 20 The Case of the Lover's Gamble (1965) : le chauffeur du premier camion
  - Saison 9, épisode 6 The Case of the Carefree Coronary (1965) de Jesse Hibbs : Jack David
- 1963-1970 : Le Virginien (The Virginian puis The Man from Shiloh)
  - Saison 2, épisode 1 Ride a Dark Trail (1963) : Flake
  - Saison 3, épisode 8 A Father for Toby (1964 : Gleason) d'Alan Crosland Jr., épisode 15 A Man of the People (1964 : Sergent Costello) de William Witney et épisode 29 The Showdown (1965 : le mpremier mineur) de Don McDougall
  - Saison 4, épisode 1 The Brothers (1965) : Caporal Jobie
  - Saison 6, épisode 10 Paid in Full (1967) de Don McDougall : Bert
  - Saison 9, épisode 1 The West vs. Colonel MacKenzie (1970) de Jerry Hopper : Jethro
- 1964 : Daniel Boone, saison 1, épisode 9 The Sisters O'Hannrahan de John English : Cyrus Ballard
- 1964 : La Famille Addams (The Addams Family), saison 1, épisode 12 Morticia joue les marieuses (Morticia, the Matchmaker) de Jerry Hopper : Fred
- 1964-1966 : Mon Martien favori (My Favorite Martian)
  - Saison 2, épisode 12 The Night Life of Uncle Martin (1964) d'Oscar Rudolph : Harold
  - Saison 3, épisodes 1 et 2 Go West, Young Martian (Parts I & II, 1965 : Red), et épisode 27 Our Notorious Landlady (1966 : un garde)
- 1965 : L'Homme à la Rolls (Burke's Law), saison 2, épisode 21 Who Killed the Fat Cat? de Jerry Hopper : Atlas
- 1966 : Laredo
  - Saison 1, épisode 17 Above the Law de Richard Benedict : Mott
  - Saison 2, épisode 9 One Too Many Voices de William Witney : Tatoo
- 1967 : Batman, saison 2, épisode 37 Les Crimes du zodiaque (The Zodiac Crimes) d'Oscar Rudolph, épisode 38 Le Joker se démène (The Jocker's Hard Times) d'Oscar Rudolph et épisode 39 Deux clowns en déroute (The Penguin Declines) d'Oscar Rudolph : Mercury
- 1967 : Le Cheval de fer (The Iron Horse), saison 1, épisode 30 La Robe écarlate (Sister Death) : Sergent Greer
- 1967 : La Grande Vallée (The Big Valley)
  - Saison 2, épisode 22 Le Prix de la victoire (The Price of Victory) de Bernard McEveety : Sam Driscoll
  - Saison 3, épisode 10 Le Contre-feu, 1re partie (Explosion!, Part I) de Virgil W. Vogel : Gabe
- 1967 : Les Envahisseurs (The Invaders)
  - Saison 1, épisode 5 Vikor de Paul Wendkos : le premier garde
  - Saison 2, épisode 14 Les Défenseurs (The Believers) de Paul Wendkos : le garde amical
- 1967 : Tarzan, saison 2, épisode 13 Le Rubis sacré (Jai's Amnesia) d'Harmon Jones : Lee
- 1967-1968 : Star Trek
  - Saison 1, épisode 28 Contretemps (The City of the Edge of Forever, 1967) de Joseph Pevney : le policier
  - Saison 3, épisode 13 Hélène de Troie (Elaan of Troyius, 1968) de John Meredyth Lucas : un garde
- 1968 : Sur la piste du crime (The F.B.I.), saison 3, épisode 15 Act of Violence de Gene Nelson : Sergent Glinnis
- 1968 : La Nouvelle Équipe (The Mod Squad), saison 1, épisode 9 A Quiet Weekend in the Country de Jack Arnold : Walker
- 1969 : Hawaï police d'État (Hawai Five-0), saison 1, épisode 20 Son dernier round (Along Came Joey) de Richard Benedict : Elroy
- 1969 : Les Bannis (The Outcasts), saison unique, épisode 20 Hang for a Lamb de Robert Sparr : Saddletramp
- 1969 : Mannix
  - Saison 2, épisode 23 Dianne (The Solid Gold Web) : Cully Roberts
  - Saison 3, épisode 11 Qui m'a tué ? (Who Killed Me?) : Henry Marshak
- 1970 : Les Arpents verts (Green Acres), saison 5, épisode 18 The Ex-Con de Richard L. Bare : le policier
- 1971 : Auto-patrouille (Adam-12), saison 4, épisode 4 The Radical d'oscar Rudolph : Tom Grey
- 1972 : Cannon, saison 1, épisode 19 L'Imposteur (Blood on the Vine) de George McCowan : Oren Burk
- 1973 : Kung Fu, saison 2, épisode 6 L'Indienne (The Squawman) de John Llewellyn Moxey : Blake
- 1973 : Banacek, saison 2, épisode 3 Le Cas rosse du carrosse (The Three Million Dollar Piracy) d'Andrew V. McLaglen : le contremaître
- 1974 : La Planète des singes (Planet of the Apes), saison unique, épisode 8 Déception (The Deception) de Don McDougall : Jacko
- 1975 : Sergent Anderson (Police Woman), saison 1, épisode 21 Bloody Nose : le premier chauffeur
- 1975 : La Côte sauvage (Barbary Coast), saison unique, épisode 5 Guns for a Queen (un curieux) de Don McDougall et épisode 9 Arson and Old Lace (Paddy Muldoon)
- 1976 : La Conquête de l'Ouest (How the West Was Won), épisode pilote The Macahans de Bernard McEveety : le shérif
- 1978 : Chips (CHiPs), saison 2, épisode 6 Drôle de tueur (Trick or Trick) : Reed